# Gefangenentransportwagen der Ferrovie dello Stato Italiane

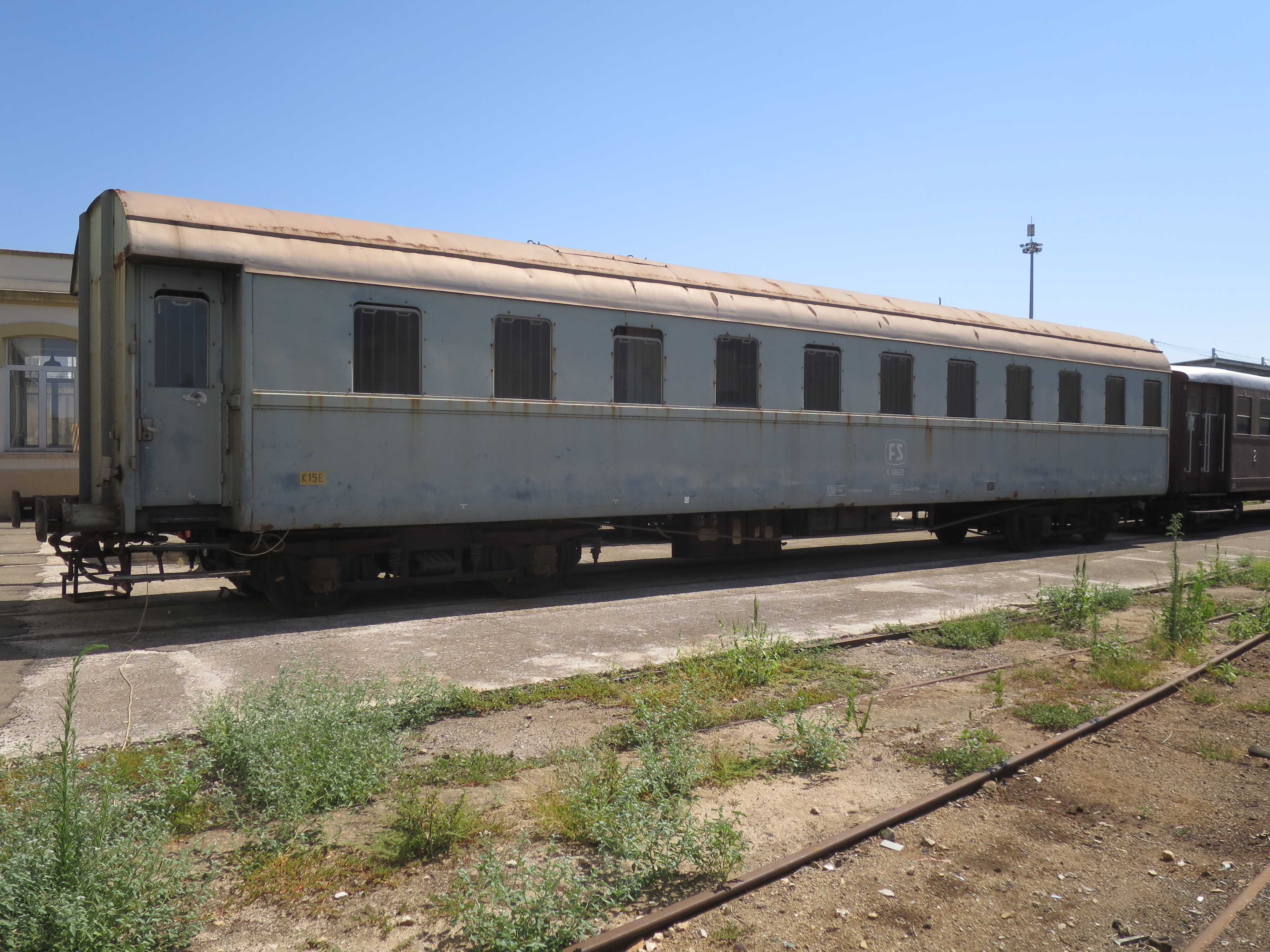
Kz 48622 im Eisenbahnmuseum von Apulien

Gefangenentransportwagen der Ferrovie dello Stato Italiane waren spezielle Reisezugwagen zur Verlegung von Gefangenen zwischen Haftanstalten in Italien. 
Wie die meisten größeren Bahnverwaltungen hielt auch die Ferrovie dello Stato Italiane in dem Zeitraum, in dem die Eisenbahn das Haupttransportmittel zu Lande war, Gefangenentransportwagen bereit. 

## Gattung Kz
Die Serie wurde 1954 in Betrieb genommen und als „Kz“ (nach Wagenaufschrift: „K“) eingereiht.

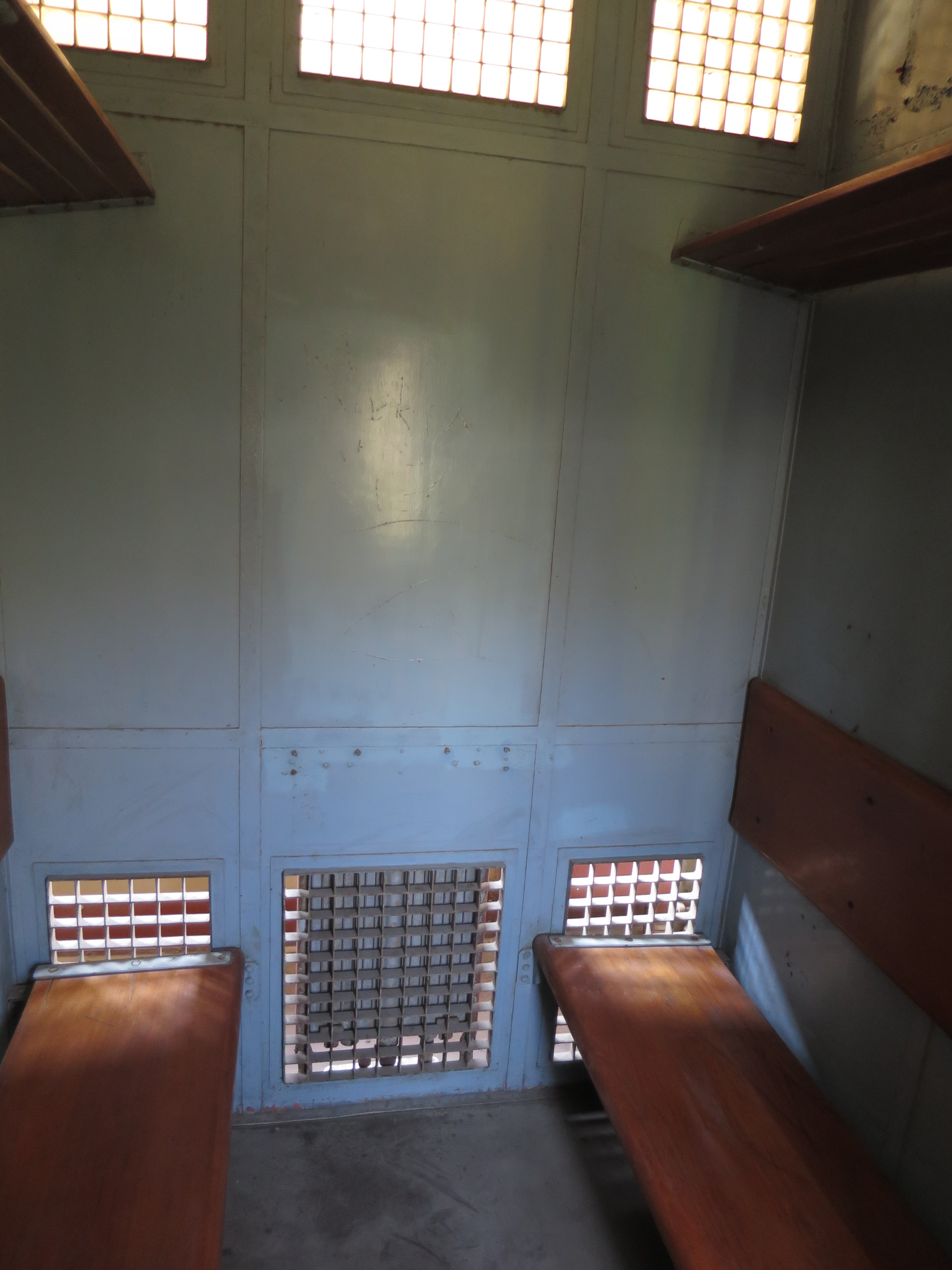
Zelle im Wagen

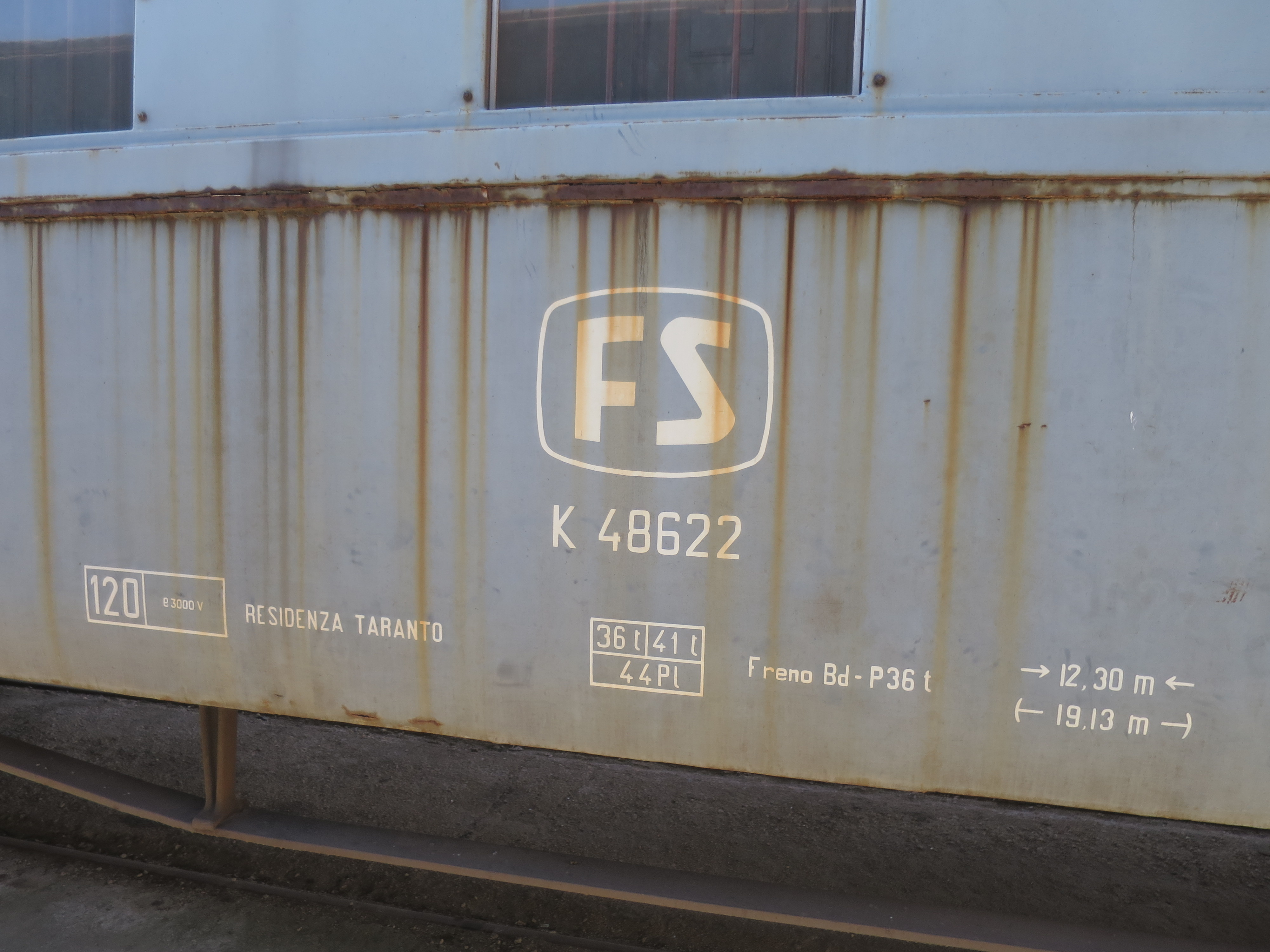
Kennzeichen

Es wurden 23 Exemplare auf der Grundlage vierachsiger Schnellzugwagen gebaut. Die Zellen sind mittig angeordnet und über zwei außen liegenden Seitengänge zugänglich. Sie fassten 45 Gefangene. An beiden Wagenenden befanden sich je ein Aufenthaltsraum und insgesamt neun Sitzplätze für das Wachpersonal. Außerdem gab es zwei Toiletten.
Nur ein Fahrzeug ist erhalten, Nr. K(z) 48622. Es gehört heute zur Sammlung des Eisenbahnmuseums von Apulien und ist in dessen Freigelände ausgestellt. Den heutigen Anstrich in grauer Farbe trägt es seit den 1960er Jahren. Ausgeliefert wurde es in der damals bei der FS üblichen Farbgebung für Personenwagen in dunkelbraunem Anstrich mit einem hellbraunen Anstrich für die Fensterbänder.

## UIC-X Wagen
In den 1960er Jahren wurden zwei UIC-X Wagen für den Gefangenentransport in Zellen umgebaut und mit dem Gattungsbuchstaben K versehen. Ursprünglich war geplant, zwei neu gebaute Wagen anzupassen, es wurden aber stattdessen zwei Unfallwagen umgebaut und mit Haftzellen, sowie verschlossenen Übergängen versehen. Die Wagen tragen die Nummern 70 998 und 70 999.